# Ancien cimetière anglais de Livourne
L'ancien cimetière anglais (en italien : Antico cimitero degli Inglesi) est un cimetière de Livourne, en Toscane, Italie. Il est l'un des plus anciens cimetières non catholiques du pays.

## Historique
À la fin du XVIe siècle, Livourne est devenue une base de la Royal Navy pour ses patrouilles sur les routes commerciales de la mer Méditerranée, ce qui a attiré dans la ville une forte communauté anglophone. Cette communauté, essentiellement constituée d'Anglicans, avait besoin d'un lieu de sépulture ce qui a mené à la création de ce cimetière. Comme le Cimetière anglais de Florence, il devint ensuite le lieu d'inhumation d'autres ressortissants non-catholiques de la ville.

## Personnalités inhumées au cimetière anglais
- William Robert Broughton, navigateur anglais ;
- Hedvig Eleonora von Fersen, aristocrate suédoise ;
- Charles Grignion (1754-1804), peintre britannique ;
- Francis Horner, homme politique écossais ;
- Tobias Smollett, romancier écossais.